# أبو القاسم البريدي
أبو القاسم بن أبي عبد الله البريدي كان ابن الوزير العباسي أبي عبد الله البريدي. بعد وفاة والده في حوالي حزيران 945 م، خلفه في ولاية الأحواز والبصرة. واجه مكائد عمه أبي الحسين البريدي، لكن الأخير أُعدم في بغداد أواخر عام 945 م في محاولته الاستيلاء على ولاية البصرة.

بعد ذلك بوقت قصير، اضطر لمحاربة معز الدولة البويهي الذي استولى على البصرة عام 947 م، واضطر للفرار مع قرامطة البحرين. وظل لاجئًا في المنطقة حتى وفاته عام 960 م. وكان له أربعة إخوة آخرون لعبوا دورًا ثانويًا في الأحداث.